# 2018 FIFAワールドカップ・アジア3次予選
- 2018 FIFAワールドカップ > 2022 FIFAワールドカップ・予選 > 2018 FIFAワールドカップ・アジア予選 > 2018 FIFAワールドカップ・アジア3次予選

このページは、2018 FIFAワールドカップ・アジア予選の3次予選の結果をまとめたものである。
2016年9月1日から2017年9月5日に実施された。

## 方式
2次予選を勝ち上がった12チームを6チームずつ2組に分け、ホーム・アンド・アウェーでの2順の総当たり戦 (各チーム10試合ずつ)を行う。各組上位2チームが本大会の出場権を獲得する。各組3位は4次予選 (アジア地区プレーオフ)に進出する。

## 出場チーム
| グループ (2次予選) | 各組1位        | 各組2位 (上位4チーム) |
| ------------------ | -------------- | --------------------- |
| A                  | サウジアラビア | アラブ首長国連邦      |
| B                  | オーストラリア | —                     |
| C                  | カタール       | 中華人民共和国        |
| D                  | イラン         | —                     |
| E                  | 日本           | シリア                |
| F                  | タイ           | イラク                |
| G                  | 韓国           | —                     |
| H                  | ウズベキスタン | —                     |

## シード順
シード順は、組み合わせ抽選会直前の2016年4月7日発表のFIFAランキングに基づき振り分けられた (括弧内はFIFAランキングを示す)。
また、組み合わせ抽選会は、2016年4月12日にマレーシア・クアラルンプールのマンダリン・オリエンタル・ホテルで16:30(UTC+8)から行われた。
|           | ポット1                             | ポット2                 | ポット3                                     | ポット4                                       | ポット5                        | ポット6                     |
| --------- | ----------------------------------- | ----------------------- | ------------------------------------------- | --------------------------------------------- | ------------------------------ | --------------------------- |
|           | - イラン (42) - オーストラリア (50) | - 韓国 (56) - 日本 (57) | - サウジアラビア (60) - ウズベキスタン (66) | - アラブ首長国連邦 (68) - 中華人民共和国 (81) | - カタール (83) - イラク (105) | - シリア (110) - タイ (119) |
| ↓         |                                     |                         |                                             |                                               |                                |                             |
| グループA | - イラン                            | - 韓国                  | - ウズベキスタン                            | - 中華人民共和国                              | - カタール                     | - シリア                    |
| グループB | - オーストラリア                    | - 日本                  | - サウジアラビア                            | - アラブ首長国連邦                            | - イラク                       | - タイ                      |

## 試合結果
| 勝ち点が同点のチームが2つ以上ある場合 |
| --- |
| 勝ち点が同点のチームが2つ以上ある場合は、以下の順に比較して順位を決定する (レギュレーション条項20.6および20.7参照)。 1. 総得失点差 2. 総得点 3. 当該チーム間の勝点 4. 当該チーム間の得失点差 5. 当該チーム間の得点数 6. 当該チーム間のアウェーゴール数 (比較対象が2チームのとき) 7. 中立地での試合 (FIFAが必要と認めたとき) |

### グループA
| 順 | チーム         | 試 | 勝 | 分 | 敗 | 得 | 失 | 差 | 点 | 出場権                        |     |     |     |     |     |     |     |
| -- | -------------- | -- | -- | -- | -- | -- | -- | -- | -- | ----------------------------- | --- | --- | --- | --- | --- | --- | --- |
| 1  | イラン         | 10 | 6  | 4  | 0  | 10 | 2  | +8 | 22 | 2018 FIFAワールドカップ       |     | —   | 1–0 | 2–2 | 2–0 | 1–0 | 2–0 |
| 2  | 韓国           | 10 | 4  | 3  | 3  | 11 | 10 | +1 | 15 | 2018 FIFAワールドカップ       |     | 0–0 | —   | 1–0 | 2–1 | 3–2 | 3–2 |
| 3  | シリア         | 10 | 3  | 4  | 3  | 9  | 8  | +1 | 13 | ワールドカップ・アジア4次予選 |     | 0–0 | 0–0 | —   | 1–0 | 2–2 | 3–1 |
| 4  | ウズベキスタン | 10 | 4  | 1  | 5  | 6  | 7  | −1 | 13 |                               |     | 0–1 | 0–0 | 1–0 | —   | 2–0 | 1–0 |
| 5  | 中華人民共和国 | 10 | 3  | 3  | 4  | 8  | 10 | −2 | 12 |                               | 0–0 | 1–0 | 0–1 | 1–0 | —   | 0–0 |     |
| 6  | カタール       | 10 | 2  | 1  | 7  | 8  | 15 | −7 | 7  |                               | 0–1 | 3–2 | 1–0 | 0–1 | 1–2 | —   |     |

| 2016年9月1日 20:00 (UTC+9) |

| 韓国                                         | 3 - 2                          | 中華人民共和国          |
| 鄭智 20分 (o.g.) · 李菁龍 63分 · 具滋哲 66分 | レポート (FIFA) レポート (AFC) | 于海 74分 · 蒿俊閔 77分 |

| ソウルワールドカップ競技場 (ソウル特別市) 観客数: 51,238人 主審: ムハンマド・アブドゥッラー・ハッサン・モハメド (アラブ首長国連邦) |

| 2016年9月1日 19:00 (UTC+5) |

| ウズベキスタン                  | 1 - 0                          | シリア |
| アレクサンドル・ゲインリフ 73分 | レポート (FIFA) レポート (AFC) |        |

| ブニョドコル・スタジアム (タシュケント) 観客数: 29,100人 主審: 佐藤隆治 (日本) |

| 2016年9月1日 21:00 (UTC+4:30) |

| イラン                                                                | 2 - 0                          | カタール |
| レザ・グーチャンネジャード 90+4分 · アリレザ・ジャハンバフシュ 90+6分 | レポート (FIFA) レポート (AFC) |          |

| アザディ・スタジアム (テヘラン) 観客数: 78,000人 主審: ハッティカムカナムジェ・ペレラ (スリランカ) |

| 2016年9月6日 19:35 (UTC+8) |

| 中華人民共和国 | 0 - 0                          | イラン |
|                | レポート (FIFA) レポート (AFC) |        |

| 瀋陽オリンピック・スポーツセンター・スタジアム (瀋陽市) 観客数: 35,776人 主審: アドハム・マハードメ (ヨルダン) |

| 2016年9月6日 20:00 (UTC+8) |

| シリア | 0 - 0                          | 韓国 |
|        | レポート (FIFA) レポート (AFC) |      |

| トゥンク・アブドゥル・ラーマン・スタジアム (マレーシア・スレンバン) 観客数: 4,350人 主審: クリス・ビース (オーストラリア) |

| 2016年9月6日 19:00 (UTC+3) |

| カタール | 0 - 1                          | ウズベキスタン          |
|          | レポート (FIFA) レポート (AFC) | エゴール・クリメツ 86分 |

| ジャシム・ビン・ハマド・スタジアム (ドーハ) 観客数: 7,898人 主審: アリー・アブドゥルナビ (バーレーン) |

| 2016年10月6日 20:00 (UTC+9) |

| 韓国                                      | 3 - 2                          | カタール                                                             |
| 奇誠庸 11分 · 池東沅 55分 · 孫興ミン 58分 | レポート (FIFA) レポート (AFC) | ハサン・アル＝ハイドゥース 16分 (pen.) · セバスティアン・ソリア 45分 |

| 水原ワールドカップ競技場 (水原) 観客数: 32,550人 主審: モフド・アミル・イズワン・ビン・ヤーコブ (マレーシア) |

| 2016年10月6日 18:00 (UTC+5) |

| ウズベキスタン | 0 - 1                          | イラン                      |
|                | レポート (FIFA) レポート (AFC) | ジャラール・ホセイニー 27分 |

| ブニョドコル・スタジアム (タシュケント) 観客数: 34,000人 主審: ベンジャミン・ウィリアムス (オーストラリア) |

| 2016年10月6日 19:35 (UTC+8) |

| 中華人民共和国 | 0 - 1                          | シリア                        |
|                | レポート (FIFA) レポート (AFC) | マフムード・アル＝マワス 54分 |

| 陝西省体育場 (西安市) 観客数: 37,368人 主審: ムハマド・タキー・アルジャアファリー・ビン・ジャハリ (シンガポール) |

| 2016年10月11日 18:15 (UTC+3:30) |

| イラン                  | 1 - 0                          | 韓国 |
| サルダル・アズムン 25分 | レポート (FIFA) レポート (AFC) |      |

| アザディ・スタジアム (テヘラン) 観客数: 75,800人 主審: 佐藤隆治 (日本) |

| 2016年10月11日 18:00 (UTC+5) |

| ウズベキスタン                                      | 2 - 0                          | 中華人民共和国 |
| マラト・ビクマエフ 50分 · オタベク・シュクロフ 86分 | レポート (FIFA) レポート (AFC) |                |

| ブニョドコル・スタジアム (タシュケント) 観客数: 21,503人 主審: ハッティカムカナムジェ・ペレラ (スリランカ) |

| 2016年10月11日 19:00 (UTC+3) |

| カタール                               | 1 - 0                          | シリア |
| ハサン・アル＝ハイドゥース 37分 (pen.) | レポート (FIFA) レポート (AFC) |        |

| ジャシム・ビン・ハマド・スタジアム (ドーハ) 観客数: 9,940人 主審: アーメド・アル・カフ (オマーン) |

| 2016年11月15日 20:00 (UTC+9) |

| 韓国                      | 2 - 1                          | ウズベキスタン          |
| 南泰煕 67分 · 具滋哲 85分 | レポート (FIFA) レポート (AFC) | マラト・ビクマエフ 25分 |

| ソウルワールドカップ競技場 (ソウル特別市) 観客数: 30,526人 主審: ファハド・アル＝ミルダーシ (サウジアラビア) |

| 2016年11月15日 19:35 (UTC+8) |

| 中華人民共和国 | 0 - 0                          | カタール |
|                | レポート (FIFA) レポート (AFC) |          |

| 昆明拓東体育場 (昆明市) 観客数: 32,763人 主審: モハナド・カシム・エーセー・サレイ (イラク) |

| 2016年11月15日 20:45 (UTC+8) |

| シリア | 0 - 0                          | イラン |
|        | レポート (FIFA) レポート (AFC) |        |

| トゥンク・アブドゥル・ラーマン・スタジアム (マレーシア・スレンバン) 観客数: 4,560人 主審: アリ・サバフ・アル＝カイシ (イラク) |

| 2017年3月23日 19:35 (UTC+8) |

| 中華人民共和国 | 1 - 0                          | 韓国 |
| 于大宝 34分    | レポート (FIFA) レポート (AFC) |      |

| 賀竜体育中心 (長沙市) 観客数: 48,950人 主審: ピーター・グリーン (オーストラリア) |

| 2017年3月23日 20:00 (UTC+8) |

| シリア                             | 1 - 0                          | ウズベキスタン |
| オマル・フリービーン 90+1分 (pen.) | レポート (FIFA) レポート (AFC) |                |

| ハン・ジェバ・スタジアム (マレーシア・ムラカ) 観客数: 350人 主審: アブドゥッラー・ハッサン・モハメド (アラブ首長国連邦) |

| 2017年3月23日 19:00 (UTC+3) |

| カタール | 0 - 1                          | イラン                |
|          | レポート (FIFA) レポート (AFC) | メフディ・タレミ 52分 |

| ジャシム・ビン・ハマド・スタジアム (ドーハ) 観客数: 10,237人 主審: 廖國文 (香港) |

| 2017年3月28日 20:00 (UTC+9) |

| 韓国       | 1 - 0                          | シリア |
| 洪正好 4分 | レポート (FIFA) レポート (AFC) |        |

| ソウルワールドカップ競技場 (ソウル特別市) 観客数: 30,352人 主審: アドハム・マハードメ (ヨルダン) |

| 2017年3月28日 16:30 (UTC+4:30) |

| イラン                | 1 - 0                          | 中華人民共和国 |
| メフディ・タレミ 46分 | レポート (FIFA) レポート (AFC) |                |

| アザディ・スタジアム (テヘラン) 観客数: 78,115人 主審: ムハマド・タキー・アルジャアファリー・ビン・ジャハリ (シンガポール) |

| 2017年3月28日 18:00 (UTC+5) |

| ウズベキスタン            | 1 - 0                          | カタール |
| オディル・アフメドフ 65分 | レポート (FIFA) レポート (AFC) |          |

| ブニョドコル・スタジアム (タシュケント) 観客数: 19,000人 主審: モハナド・カシム・エーセー・サレイ (イラク) |

| 2017年6月12日 21:15 (UTC+4:30) |

| イラン                                          | 2 - 0                          | ウズベキスタン |
| サルダル・アズムン 23分 · メフディ・タレミ 88分 | レポート (FIFA) レポート (AFC) |                |

| アザディ・スタジアム (テヘラン) 観客数: 59,730人 主審: アーメド・アル・カフ (オマーン) |

| 2017年6月13日 21:45 (UTC+8) |

| シリア                                                                 | 2 - 2                          | 中華人民共和国               |
| マフムード・アル＝マワス 12分 (pen.) · アフマド・アッ＝サーリフ 90+3分 | レポート (FIFA) レポート (AFC) | 郜林 68分 (pen.) · 呉曦 75分 |

| ハン・ジェバ・スタジアム (マレーシア・ムラカ) 観客数: 4,737人 主審: アマル・アリ・アルジェネイビ (アラブ首長国連邦) |

| 2017年6月13日 22:00 (UTC+3) |

| カタール                                                          | 3 - 2                          | 韓国                      |
| ハサン・アル＝ハイドゥース 25分, 74分 · アクラム・アフィーフ 51分 | レポート (FIFA) レポート (AFC) | 奇誠庸 62分 · 黄喜燦 70分 |

| ジャシム・ビン・ハマド・スタジアム (ドーハ) 観客数: 5,373人 主審: クリシャンタ・ディラン・ペレラ (スリランカ) |

| 2017年8月31日 21:00 (UTC+9) |

| 韓国 | 0 - 0                          | イラン |
|      | レポート (FIFA) レポート (AFC) |        |

| ソウルワールドカップ競技場 (ソウル特別市) 観客数: 63,124人 主審: ピーター・グリーン (オーストラリア) |

| 2017年8月31日 20:00 (UTC+8) |

| 中華人民共和国   | 1 - 0                          | ウズベキスタン |
| 郜林 85分 (pen.) | レポート (FIFA) レポート (AFC) |                |

| 武漢体育中心 (武漢市) 観客数: 51,666人 主審: クリシャンタ・ディラン・ペレラ (スリランカ) |

| 2017年8月31日 20:00 (UTC+8) |

| シリア                                                           | 3 - 1                          | カタール                  |
| オマル・フリービーン 7分, 53分 · マフムード・アル＝マワス 90+4分 | レポート (FIFA) レポート (AFC) | アリー・アサダッラー 35分 |

| ハン・ジェバ・スタジアム (マレーシア・ムラカ) 観客数: 300人 主審: アリ・サバフ・アル＝カイシ (イラク) |

| 2017年9月5日 19:30 (UTC+4:30) |

| イラン                        | 2 - 2                          | シリア                                                    |
| サルダル・アズムン 45分, 64分 | レポート (FIFA) レポート (AFC) | タメル・ハグ・モハマド 13分 · オマル・アッ＝ソーマ 90+3分 |

| アザディ・スタジアム (テヘラン) 観客数: 62,165人 主審: 佐藤隆治 (日本) |

| 2017年9月5日 20:00 (UTC+5) |

| ウズベキスタン | 0 - 0                          | 韓国 |
|                | レポート (FIFA) レポート (AFC) |      |

| ブニョドコル・スタジアム (タシュケント) 観客数: 34,000人 主審: ムハマド・タキー・アルジャアファリー・ビン・ジャハリ (シンガポール) |

| 2017年9月5日 18:00 (UTC+3) |

| カタール                  | 1 - 2                          | 中華人民共和国        |
| アクラム・アフィーフ 47分 | レポート (FIFA) レポート (AFC) | 肖智 74分 · 武磊 83分 |

| ハリーファ国際スタジアム (ドーハ) 観客数: 5,686人 主審: アーメド・アル・カフ (オマーン) |

### グループB
| 順 | チーム           | 試 | 勝 | 分 | 敗 | 得 | 失 | 差  | 点 | 出場権                        |     |     |     |     |     |     |     |
| -- | ---------------- | -- | -- | -- | -- | -- | -- | --- | -- | ----------------------------- | --- | --- | --- | --- | --- | --- | --- |
| 1  | 日本             | 10 | 6  | 2  | 2  | 17 | 7  | +10 | 20 | 2018 FIFAワールドカップ       |     | —   | 2–1 | 2–0 | 1–2 | 2–1 | 4–0 |
| 2  | サウジアラビア   | 10 | 6  | 1  | 3  | 17 | 10 | +7  | 19 | 2018 FIFAワールドカップ       |     | 1–0 | —   | 2–2 | 3–0 | 1–0 | 1–0 |
| 3  | オーストラリア   | 10 | 5  | 4  | 1  | 16 | 11 | +5  | 19 | ワールドカップ・アジア4次予選 |     | 1–1 | 3–2 | —   | 2–0 | 2–0 | 2–1 |
| 4  | アラブ首長国連邦 | 10 | 4  | 1  | 5  | 10 | 13 | −3  | 13 |                               |     | 0–2 | 2–1 | 0–1 | —   | 2–0 | 3–1 |
| 5  | イラク           | 10 | 3  | 2  | 5  | 11 | 12 | −1  | 11 |                               | 1–1 | 1–2 | 1–1 | 1–0 | —   | 4–0 |     |
| 6  | タイ             | 10 | 0  | 2  | 8  | 6  | 23 | −17 | 2  |                               | 0–2 | 0–3 | 2–2 | 1–1 | 1–2 | —   |     |

| 2016年9月1日 18:30 (UTC+8) |

| オーストラリア                                  | 2 - 0                          | イラク |
| マッシモ・ルオンゴ 58分 · トミ・ユーリッチ 64分 | レポート (FIFA) レポート (AFC) |        |

| パース・オーバル (パース) 観客数: 18,923人 主審: アリレザ・ファガニー (イラン) |

| 2016年9月1日 19:35 (UTC+9) |

| 日本          | 1 - 2                          | アラブ首長国連邦                   |
| 本田圭佑 11分 | レポート (FIFA) レポート (AFC) | アーメド・カリル 20分, 54分 (pen.) |

| 埼玉スタジアム2002 (さいたま市) 観客数: 58,895人 主審: アブドゥルラフマン・アル＝ジャシム (カタール) |

| 2016年9月1日 20:30 (UTC+3) |

| サウジアラビア                         | 1 - 0                          | タイ |
| ナウワーフ・アル＝アービド 84分 (pen.) | レポート (FIFA) レポート (AFC) |      |

| キング・ファハド国際スタジアム (リヤド) 観客数: 40,983人 主審: 傅明 (中国) |

| 2016年9月6日 19:00 (UTC+8) |

| イラク                              | 1 - 2                          | サウジアラビア                                      |
| モハンナド・アブドゥッラヒーム 18分 | レポート (FIFA) レポート (AFC) | ナウワーフ・アル＝アービド 81分 (pen.), 88分 (pen.) |

| シャー・アラム・スタジアム(マレーシア・シャー・アラム) 観客数: 3,400人 主審: ファハド・アル=マッリ (カタール) |

| 2016年9月6日 19:15 (UTC+7) |

| タイ | 0 - 2                          | 日本                          |
|      | レポート (FIFA) レポート (AFC) | 原口元気 18分 · 浅野拓磨 75分 |

| ラジャマンガラ競技場 (バンコク) 観客数: 44,500人 主審: モフセン・トーキー (イラン) |

| 2016年9月6日 19:30 (UTC+4) |

| アラブ首長国連邦 | 0 - 1                          | オーストラリア        |
|                  | レポート (FIFA) レポート (AFC) | ティム・ケーヒル 75分 |

| アル・ジャジーラ・ムハンマド・ビン・ザーイド・スタジアム (アブダビ) 観客数: 40,893人 主審: モフド・アミル・イズワン・ビン・ヤーコブ (マレーシア) |

| 2016年10月6日 19:35 (UTC+9) |

| 日本                          | 2 - 1                          | イラク                          |
| 原口元気 25分 · 山口蛍 90+5分 | レポート (FIFA) レポート (AFC) | サード・アブドゥルアミール 60分 |

| 埼玉スタジアム2002 (さいたま市) 観客数: 57,768人 主審: 金東進 (韓国) |

| 2016年10月6日 20:00 (UTC+4) |

| アラブ首長国連邦                                        | 3 - 1                          | タイ                      |
| アリー・マブフート 14分, 47分 · アーメド・カリル 90+3分 | レポート (FIFA) レポート (AFC) | タナー・チャナブット 65分 |

| アル・ジャジーラ・ムハンマド・ビン・ザーイド・スタジアム (アブダビ) 観客数: 18,242人 主審: 廖國文 (香港) |

| 2016年10月6日 20:45 (UTC+3) |

| サウジアラビア                                                 | 2 - 2                          | オーストラリア                                        |
| タイシール・アル＝ジャーシム 5分 · ナシル・アルシャムラニ 79分 | レポート (FIFA) レポート (AFC) | トレント・セインズベリー 45分 · トミ・ユーリッチ 71分 |

| キング・アブドゥッラー・スポーツシティ (ジッダ) 観客数: 51,616人 主審: ラフシャン・イルマトフ (ウズベキスタン) |

| 2016年10月11日 20:00 (UTC+11) |

| オーストラリア                 | 1 - 1                          | 日本         |
| ミル・ジェディナク 52分 (pen.) | レポート (FIFA) レポート (AFC) | 原口元気 5分 |

| ドックランズ・スタジアム (メルボルン) 観客数: 48,460人 主審: ナワフ・シュクララ (バーレーン) |

| 2016年10月11日 16:00 (UTC+3:30) |

| イラク                                                 | 4 - 0                          | タイ |
| モハンナド・アブドゥッラヒーム 7分, 24分, 87分, 90+4分 | レポート (FIFA) レポート (AFC) |      |

| シャヒード・ダストゲルディ・スタジアム(イラン・テヘラン) 観客数: 2,255人 主審: 馬寧 (中国) |

| 2016年10月11日 20:45 (UTC+3) |

| サウジアラビア                                                                                      | 3 - 0                          | アラブ首長国連邦 |
| ファハド・アル＝ムワッラド 73分 · ナウワーフ・アル＝アービド 79分 · ヤヒヤ・アッ＝シェフリー 90+2分 | レポート (FIFA) レポート (AFC) |                  |

| キング・アブドゥッラー・スポーツシティ (ジッダ) 観客数: 60,102人 主審: キム・ジョンヒョク (韓国) |

| 2016年11月15日 19:35 (UTC+9) |

| 日本                                 | 2 - 1                          | サウジアラビア          |
| 清武弘嗣 45分 (pen.) · 原口元気 80分 | レポート (FIFA) レポート (AFC) | オマル・ハウサウィ 90分 |

| 埼玉スタジアム2002 (さいたま) 観客数: 58,420人 主審: ムハマド・タキー・アルジャアファリー・ビン・ジャハリ (シンガポール) |

| 2016年11月15日 19:00 (UTC+7) |

| タイ                                       | 2 - 2                          | オーストラリア                             |
| ティーラシン・デーンダー 20分, 57分 (pen.) | レポート (FIFA) レポート (AFC) | ミル・ジェディナク 9分 (pen.), 65分 (pen.) |

| ラジャマンガラ競技場 (バンコク) 観客数: 36,534人 主審: ファハド・アル＝マッリ (カタール) |

| 2016年11月15日 19:20 (UTC+4) |

| アラブ首長国連邦                                  | 2 - 0                          | イラク |
| アーメド・カリル 26分 · イスマイル・マタル 90+3分 | レポート (FIFA) レポート (AFC) |        |

| アル・ジャジーラ・ムハンマド・ビン・ザーイド・スタジアム (アブダビ) 観客数: 14,583人 主審: イルギズ・タンタシェフ (ウズベキスタン) |

| 2017年3月23日 16:30 (UTC+4:30) |

| イラク                  | 1 - 1                          | オーストラリア          |
| アフメド・ヤシーン 76分 | レポート (FIFA) レポート (AFC) | マシュー・レッキー 39分 |

| シャヒード・ダストゲルディ・スタジアム(イラン・テヘラン) 観客数: 3,270人 主審: キム・ジョンヒョク (韓国) |

| 2017年3月23日 19:00 (UTC+7) |

| タイ | 0 - 3                          | サウジアラビア                                                                                             |
|      | レポート (FIFA) レポート (AFC) | ムハンマド・アル＝サフラウィ 25分 · タナブーン・ケサラット 84分 (o.g.) · サルマン・アル・ムワシャル 90+2分 |

| ラジャマンガラ競技場 (バンコク) 観客数: 41,613人 主審: アリー・アブドゥルナビ (バーレーン) |

| 2017年3月23日 19:30 (UTC+4) |

| アラブ首長国連邦 | 0 - 2                          | 日本                          |
|                  | レポート (FIFA) レポート (AFC) | 久保裕也 13分 · 今野泰幸 51分 |

| ハッザーア・ビン・ザーイド・スタジアム (アル・アイン) 観客数: 23,725人 主審: ラフシャン・イルマトフ (ウズベキスタン) |

| 2017年3月28日 20:00 (UTC+11) |

| オーストラリア                                       | 2 - 0                          | アラブ首長国連邦 |
| ジャクソン・アーバイン 6分 · マシュー・レッキー 78分 | レポート (FIFA) レポート (AFC) |                  |

| シドニー・フットボール・スタジアム (シドニー) 観客数: 27,328人 主審: アーメド・アル・カフ (オマーン) |

| 2017年3月28日 19:35 (UTC+9) |

| 日本                                                         | 4 - 0                          | タイ |
| 香川真司 8分 · 岡崎慎司 19分 · 久保裕也 57分 · 吉田麻也 83分 | レポート (FIFA) レポート (AFC) |      |

| 埼玉スタジアム2002 (さいたま市) 観客数: 59,003人 主審: 金東進 (韓国) |

| 2017年3月28日 20:30 (UTC+3) |

| サウジアラビア                | 1 - 0                          | イラク |
| ヤヒヤ・アッ＝シェフリー 53分 | レポート (FIFA) レポート (AFC) |        |

| キング・アブドゥッラー・スポーツシティ (ジッダ) 観客数: 60,153人 主審: ヴァレンティン・コヴァレンコ (ウズベキスタン) |

| 2017年6月8日 19:30 (UTC+9:30) |

| オーストラリア                                   | 3 - 2                          | サウジアラビア                                                        |
| トミ・ユーリッチ 7分, 36分 · トム・ロギッチ 64分 | レポート (FIFA) レポート (AFC) | サーレム・アッ＝ドーサリー 23分 · ムハンマド・アル＝サフラウィ 45+2分 |

| アデレード・オーバル (アデレード) 観客数: 29,875人 主審: ラフシャン・イルマトフ (ウズベキスタン) |

| 2017年6月13日 16:55 (UTC+4:30) |

| イラク                    | 1 - 1                          | 日本         |
| マフディー・カーミル 72分 | レポート (FIFA) レポート (AFC) | 大迫勇也 8分 |

| シャヒード・ダストゲルディ・スタジアム (イラン・テヘラン) 観客数: 983人 主審: 傅明 (中国) |

| 2017年6月13日 19:00 (UTC+7) |

| タイ                        | 1 - 1                          | アラブ首長国連邦          |
| モンコル・トッサクライ 69分 | レポート (FIFA) レポート (AFC) | アリー・マブフート 90+3分 |

| ラジャマンガラ競技場 (バンコク) 観客数: 24,417人 主審: ムハマド・タキー・アルジャアファリー・ビン・ジャハリ (シンガポール) |

| 2017年8月29日 20:30 (UTC+4) |

| アラブ首長国連邦                                | 2 - 1                          | サウジアラビア                         |
| アリー・マブフート 21分 · アーメド・カリル 60分 | レポート (FIFA) レポート (AFC) | ナウワーフ・アル＝アービド 19分 (pen.) |

| ハッザーア・ビン・ザーイド・スタジアム (アル・アイン) 観客数: 10,221人 主審: キム・ジョンヒョク (韓国) |

| 2017年8月31日 19:35 (UTC+9) |

| 日本                            | 2 - 0                          | オーストラリア |
| 浅野拓磨 41分 · 井手口陽介 82分 | レポート (FIFA) レポート (AFC) |                |

| 埼玉スタジアム2002 (さいたま) 観客数: 59,492人 主審: アリレザ・ファガニー (イラン) |

| 2017年8月31日 19:00 (UTC+7) |

| タイ                                       | 1 - 2                          | イラク                                                             |
| アハマド・イブラヒム・ハラーフ 63分 (o.g.) | レポート (FIFA) レポート (AFC) | ジャスティン・メラム 34分 · サアド・アブドゥルアミール 84分 (pen.) |

| ラジャマンガラ競技場 (バンコク) 観客数: 22,604人 主審: ナワフ・シュクララ (バーレーン) |

| 2017年9月5日 20:00 (UTC+10) |

| オーストラリア                                  | 2 - 1                          | タイ                    |
| トミ・ユーリッチ 69分 · マシュー・レッキー 86分 | レポート (FIFA) レポート (AFC) | ポックラウ・アナン 82分 |

| メルボルン・レクタンギュラー・スタジアム (メルボルン) 観客数: 26,393人 主審: 廖國文 (香港) |

| 2017年9月5日 17:00 (UTC+3) |

| イラク                  | 1 - 0                          | アラブ首長国連邦 |
| アイメン・フセイン 29分 | レポート (FIFA) レポート (AFC) |                  |

| アンマン国際スタジアム (ヨルダン・アンマン) 観客数: 2,185人 主審: アドハム・マハードメ (ヨルダン) |

| 2017年9月5日 20:30 (UTC+3) |

| サウジアラビア                  | 1 - 0                          | 日本 |
| ファハド・アル＝ムワッラド 63分 | レポート (FIFA) レポート (AFC) |      |

| キング・アブドゥッラー・スポーツシティ (ジッダ) 観客数: 62,165人 主審: ヴァレンティン・コヴァレンコ (ウズベキスタン) |